# Kyō, koi wo hajimemasu
Kyō, koi wo hajimemasu (jap. 今日、恋をはじめます Kyō, koi wo hajimemasu; dosł. Dziś zaczniemy naszą miłość) – manga z gatunku shōjo autorstwa Kanan Minami. Jest drukowana od 2008 roku w japońskim magazynie Sho-Comi (do tej pory wydano 11 tomów). Seria ta jest wydawana pod znakiem Flower Comics i stała się bestsellerem w Japonii.
Na podstawie mangi powstał film, który miał swoją premierę 8 grudnia 2012 roku. W rolach głównych wystąpili Tōri Matsuzaka i Emi Takei.

## Opis fabuły
Mimo że Tsubaki Hibino posiada umiejętność tworzenia wspaniałych fryzur, sama nie dba o wygląd swoich włosów. Już podczas pierwszego dnia w liceum staje się pośmiewiskiem innych uczniów, którzy uważają ją za osobę z kompletnie innej epoki, gdyż dziewczyna ubiera się staromodnie. Kiedy jeden z najpopularniejszych studentów, Kyōta Tsubaki, który nazywa się tak samo jak Hibino, zaczyna ją wyśmiewać, dziewczyna nieoczekiwanie obcina jego włosy. Kyōta postanawia się jej odpowiednio zrewanżować.

## Postacie
Tsubaki Hibino (jap. 日比野つばき Hibino Tsubaki)
Tsubaki jest nieśmiałą dziewczyną o dość niskiej samoocenie. Nie ma zbyt dużego pojęcia o ubieraniu się modnie i dlatego w szkole jest często traktowana jak osoba z dawnej epoki. Jest kolejnym celem popularnego chłopaka o imieniu Kyōta, który jest znany z tego, że najpierw rozkochuje w sobie dziewczynę, a następnie ją porzuca. Chociaż chłopak jedynie dokucza jej i się z niej naśmiewa, Hibino zakochuje się w nim. Po tym, jak dziewczyna wyznaje swoje uczucia, Kyōta natychmiast ją odrzuca, lecz z czasem postanawia zaufać Tsubaki i w rozdziale 16 oficjalnie zostają parą. Na krótko zrywają ze sobą z powodu nieporozumienia związanego z przeszłością Kyōta. Chłopak był podejrzewany o molestowanie seksualne Riki, dziewczyny Halsteada, jednak był to jedynie wymysł "pokrzywdzonej". Hibino dowiaduje się również o ojcu Kyōta, który znęcał się nad nim fizycznie. Ponownie zaczynają ze sobą chodzić w rozdziale 44. W OVA głosu użycza jej Kanae Itō.
Kyōta Tsubaki (jap. 椿京汰 Tsubaki Kyōta)
Kyōta jest jednym z najprzystojniejszych i najpopularniejszych uczniów w szkole. Jego marzeniem jest zostać astronautą. Jego ojciec jest nauczycielem w szkole średniej. Jego matka opuściła rodzinę, kiedy Tsubaki miał 6 lat. Zawsze miał długie włosy, lecz pierwszego dnia w liceum Hibino obcięła mu je, ponieważ swoim naśmiewaniem się z niej doprowadził ją do wściekłości. W szkole znany jest jako playboy. Z początku Tsubaki jest jedynie kolejnym celem chłopaka, lecz z czasem naprawdę zakochuje się w niej. Mimo że boi się, że dziewczyna może go zdradzić, tak jak zrobiła to jego matka i zaprzyjaźniona pielęgniarka, darzy ją dużym zaufaniem. Na krótko zrywają ze sobą, ponieważ Kyōta bardzo kocha Tsubaki i chce ją chronić. Jednak w rozdziale 44 ponownie zostają parą. W OVA głosu użycza mu Daisuke Namikawa.
Miho Ichikura (jap. 市倉深歩 Ichikura Miho)
Pierwsza szkolna przyjaciółka Tsubaki. Początkowo pomagała dziewczynie, aby robić dobre wrażenie na Kyōta, w którym podkochiwała się od czasów szkoły średniej. Pewnego razu uratowała Hibino przed niedoszłym gwałtem, który miał być tylko nastraszeniem dziewczyny. Z czasem staje się prawdziwą przyjaciółką Hibino, której często daje rady co do spraw sercowych. W OVA głosu użycza jej Mariya Ise.
Nishiki Hasegawa (jap. 長谷川西希 Hasegawa Nishiki)
Nishiki jest bliskim przyjacielem Kyōta, pracuje z nim w klubie karaoke. Zakochał się w siostrze Tsubaki, Sakurze i po pewnym czasie zaczynają ze sobą chodzić.
Sakura Hibino (jap. 日比野さくら Hibino Sakura)
Młodsza o rok siostra Tsubaki, ubierająca się od niej bardziej modnie. Po raz pierwszy spotkała Kyōtę w szkole Hibino, podczas festiwalu i od razu się w nim zakochała, ale została przez niego odrzucona. Chodzi z Nishikim, najlepszym przyjacielem Kyōta. Jest bardziej doświadczona w sprawach seksualnych niż Tsubaki. Jest wielką zwolenniczką związku Tsubaki z Kyōtą i często radzi swojej siostrze, co ta powinna robić. W OVA głosu użycza jej Sayuri Yahagi.
Mao Halstead (jap. ハルステッド万央 Harusuteddo Mao)
Nazywany "Haru", jest pół-Japończykiem i bardzo dobrym przyjacielem Kyōty z Ameryki. Kiedy byli w średniej szkole, zaczął umawiać się na randki z Riką, ale zerwali ze sobą, gdy dziewczyna rzekomo została wykorzystana seksualnie przez Kyōtę. Z powodu tego incydentu, postanowił zemścić się na chłopaku i obrał sobie za cel Tsubaki, dziewczynę Kyōty, aby zrujnować jego związek. W końcu, po szkolnym festiwalu, dowiedział się prawdy od samej Riki i pogodził z przyjacielem. Często jest otaczany przez koty.